# Бялолинейна танагра
Tachyphonus rufus е вид птица от семейство Тангарови (Thraupidae).

## Разпространение
Видът е разпространен в Аржентина, Боливия, Бразилия, Венецуела, Гвиана, Еквадор, Колумбия, Коста Рика, Панама, Парагвай, Перу, Суринам, Тринидад и Тобаго и Френска Гвиана.